# Robin Thomas
Robin Thomas Grossman (Carlisle (Pennsylvania), 12 februari 1949) is een Amerikaans acteur.

## Biografie
Thomas heeft gestudeerd aan de Carnegie Mellon University in Pittsburgh en studeerde af in drama en kunst.

## Filmografie

### Films
Selectie:
- 2019 Seberg - als ondervrager
- 2013 Pacific Rim – als Amerikaans staatsman
- 2005 Jane Doe: Now You See It, Now You Don't – als William Joyner
- 2002 Clockstoppers – als Dr. Gibbs
- 1998 Halloweentown – als Kalaber
- 1998 Bulworth – als verslaggever in portaal
- 1995 Jade – als mr. Green
- 1990 Welcome Home, Roxy Carmichael – als Scotty Sandholtzer
- 1986 About Last Night... – als Steve Carlson

### Televisieseries
Uitgezonderd eenmalige gastrollen.
- 2019 - 2021 Mystery 101 - als Graham Winslow - 7 afl.
- 2015 - 2019 Crazy Ex-Girlfriend - als Marco Serrano - 6 afl.
- 2017 Law & Order True Crime - als David Conn - 2 afl.
- 2016 - 2017 Zoo - als Max Morgan - 6 afl.
- 2016 StartUp - als Leonard - 3 afl.
- 2016 Fuller House - als dr. Fred Harmon - 2 afl.
- 2013 Cleaners - als Barry Madden - 6 afl.
- 2011 - 2013 90210 - als Charles Sanderson - 2 afl.
- 2011 – 2012 Switched at Birth – als Dale – 3 afl.
- 2010 – 2011 Life Unexpected – als Jack Bazile – 8 afl.
- 2007 Damages – als Martin Cutler – 3 afl.
- 2002 – 2004 The Division – als Louis Perillo – 11 afl.
- 2004 Queer as Folk – als Sam Auerbach – 5 afl.
- 2002 The Court – als Andrew Loesch – 5 afl.
- 1988 – 1996 Murphy Brown – als Jake Lowenstein – 5 afl.
- 1995 – 1996 Party of Five – als mr. Marshall Thompson – 3 afl.
- 1993 – 1994 The Mommies – als Paul Kellogg – 24 afl.
- 1992 Freshman Dorm – als professor Beckenstein – 3 afl.
- 1988 Baby Boom – als Rob Marks – 2 afl.
- 1988 Thirtysomething – als dr. Bob Kramer – 2 afl.
- 1987 Mr. President – als Justin – 3 afl.
- 1986 – 1987 Matlock – als aanklager Burton Hawkins – 6 afl.
- 1986 – 1987 Who's the Boss? – als Geoffrey Wells – 6 afl.
- 1983 – 1985 Another World – als Mark Singleton - 12 afl.
- 1982 As the World Turns – als dr. Matt Butler - ? afl.

- Library of Congress Control Number: no2013093049
- Virtual International Authority File: 305236847
- WorldCat: E39PBJvMtwFCX83Pb6VRMbTGpP